# Casegas
Casegas era una freguesia portuguesa del municipio de Covilhã, distrito de Castelo Branco.

## Geografía
Casegas se encuentra situada al sur del municipio, a 30 km de su cabecera, en los contrafuertes de la Serra da Estrela. 

## Historia
Aparece mencionada por primera vez en un documento apócrifo con letra del siglo XVI, que transcribe una escritura de donación de Casegas a la Orden del Temple que habría tenido lugar en el año 1177. Sea cual fuere la autenticidad de este documento, Casegas (escrito "Caregas") figura ya en un mapa de Portugal de 1561. Hasta el siglo XIX su territorio incluía el de las actuales freguesias de Ourondo, São Jorge da Beira y Sobral de São Miguel. La despoblación de la zona en los últimos decenios ha afectado intensamente a Casegas, que llegó a tener 1800 habitantes en 1950.
Fue suprimida el 28 de enero de 2013, en aplicación de una resolución de la Asamblea de la República portuguesa promulgada el 16 de enero de 2013 al unirse con la freguesia de Ourondo, formando la nueva freguesia de Casegas e Ourondo.